# فهرست‌واره
در روزنامه‌نگاری و وبلاگ نویسی، فهرستواره نوعی نوشتهٔ کوتاه است که از ساختاری فهرست‌مانند استفاده می‌کند، اما تفصیل کافی برای انتشار به صورت یک مقاله را دارد. عنوان یک فهرستواره به صورت معمول، شامل یک عدد یا معادل حروفی آن است که در ساختار فهرستی زیرعنوان‌های متن، نمود پیدا می‌کند.
فهرستوارهٔ رتبه‌بندی شده (مانند «۱۰۰ آلبوم برتر موسیقی معاصر) شکلی از فهرست‌واره است که به قضاوت کیفی میان موارد فهرست پرداخته و این کیفیت را با ترتیب قرارگیری موارد در متن فهرستواره معین می‌کند. این موارد اغلب به صورت شمارش معکوس ارائه می‌شوند و مورد «شماره یک» (مورد با بالاترین رتبه)، آخرین مورد از این توالی در فهرست است. همهٔ فهرست‌واره‌ها مباحث را به ترتیب خاصی ارائه نمی‌دهند، گرچه ممکن است براساس موضوع گروه‌بندی شوند.

## رسانه‌ها
در حالی که گزارشگری، خبرنگاری و مقاله‌نویسی معمولاً مستلزم تدوین دقیق جریان روایات است، ماهیت ساختاری فهرستواره بیش‌تر بر تولید سریع‌تر استوار است. همچنین می‌تواند وسیله‌ای برای «بازیافت» اطلاعات باشد، زیرا اغلب آنچه متن فهرست‌واره بدان اشاره می‌کند، اصالت محتوایی دارد و نه محتوای فهرستواره. به عنوان مثال، می‌توان با افزودن زیرنویس به کلیپ‌های دانلود شده از یوتیوب، محتوایی برای یک فهرستواره ساخت و به همین دلیل، این شکل از نوشتن به عنوان نوعی از «تولید ارزان و آسان محتوا» مورد انتقاد قرار گرفته است.
این کار خیلی آسان است! شما تعجب می‌کنید که چرا همه این کار را نمی‌کنند تا زمانی که متوجه می‌شوید که همه کاری که آن‌ها انجام می‌دهند این است: ایده‌ای (مانند «۱۰ مورد از بدترین …») به سرشان می‌زند و از سوار مترو شدن تا رسیدن به محل کار، ۱۰ (یا ۲۵ یا ۱۰۰) مورد را با نگاهی عوامانه سر هم می‌کنند که به نوعی کاری ناخوشایند است و در واقع به عنوان یک نویسنده یا متفکر در جامعه نقشی ایفا نمی‌کنند.
آنیل داش، وبلاگ‌نویس و کارشناس فنی، افزایش فهرست‌واره‌ها را به ویژه در بلاگستان تحقیر کرده و آن‌ها را در سال ۲۰۰۶ به عنوان نوعی از محتوای زرد توصیف کرده است.
با این وجود، این فرم همچنان یک رویه اصلی در افزایش فروش روزنامه و تولید محتوای وب است. در سال ۲۰۰۹ ارسال مطالب در قالب «۲۵ مورد تصادفی دربارهٔ من» از فیس‌بوک شروع و سپس به میم اینترنتی تبدیل شد و پوشش رسانه‌ای قابل‌توجهی را نیز به خود جلب کرد. برخی از وب‌سایت‌ها مانند بازفید روزانه صدها فهرستواره تولید می‌کنند.
استیون پول عنوان کرده است که این شکل نوشتاری دارای پیش‌درآمدهای ادبی مانند «زبان تحلیلی جان ویلکینز» نوشتهٔ خورخه لوئیس بورخس است و آن را با نسخه‌های متعالی‌تر مانند «بی‌نهایتی فهرست‌ها» از اومبرتو اکو (کتابی که کاملاً از فهرست‌ها تشکیل شده است) مقایسه کرده است.